# Bernhard Kayser
Bernhard Kayser (Bremen, 1869- Stuttgart, 1954) fue un oftalmólogo alemán que ha pasado a la historia de la medicina por ser el primero que describió la existencia de un anillo oscuro en la porción más periférica de la córnea,  el cual es un signo característico de la enfermedad de Wilson (enfermedad causada por acumulación excesiva de cobre en el cuerpo) o degeneración hepatolenticular. 
Este hallazgo fue publicado por Bernhard Kayser en 1902 y un año después por el también oftalmólogo alemán  Bruno Fleischer. En honor de ambos se llama Anillo de Kayser-Fleischer y está causado por el depósito de cobre en la córnea. En la enfermedad de Wilson se produce acumulación de cobre en diferentes partes del organismo, como el cerebro y el hígado lo cual conduce a trastornos neurológicos graves y cirrosis hepática. Cuando el cobre se acumula en la córnea, se forma un anillo oscuro de tono verdoso que no produce ninguna alteración de la visión.

## Biografía
Bernhard Kayser nació en la ciudad alemana de Bremen en 1869. Terminó sus estudios de medicina en 1893 en Berlín y trabajó por primera vez como médico en Tubinga.
Más adelante se trasladó a Brasil donde pasó dos años y medio como médico generalista antes de volver a Alemania donde ejerció en Brandeburgo y Bremen.
En 1903 se especializó en oftalmología y se estableció en Stuttgart. En esta ciudad permaneció el resto de su vida y llegó a ser uno de los oftalmólogos más conocidos de la región y editor de la revista Klinische Monatsblätter für Augenheilkunde en la que publicó algunos de sus trabajos, como los relacionados con la megalocórnea.